# Moderen (film fra 1914)
|  | Denne artikel er oprettet af botten PalnaBot ud fra en ekstern database. Den kan derfor have sproglige fejl eller mangler. Denne skabelon kan fjernes efter kontrol af indholdet. |

 For alternative betydninger, se Moderen. (Se også artikler, som begynder med Moderen)
Moderen er en film fra 1914 instrueret af Robert Dinesen efter manuskript af Axel Garde.

## Medvirkende
- Betty Nansen som Annemarie von Haller, godsejerinde
- Ella Sprange som Grete, Annemaries datter
- Nicolai Johannsen som Henrik Storm, dr. phil., ingeniør
- Oluf Billesborg som Medvirkende
- Waldemar Hansen som Medvirkende
- Christian Lange som Medvirkende
- Franz Skondrup som Medvirkende
- Agnes Andersen som
- Birger von Cotta-Schønberg som Medvirkende
- Ingeborg Jensen som Medvirkende
- Ebba Lorentzen som Medvirkende
- Vera Esbøll som Medvirkende
- Carl Lauritzen som Medvirkende
- Aage Henvig som Medvirkende
- Frederik Jacobsen som Medvirkende
- Ingeborg Bruhn Bertelsen som Medvirkende
- Henny Lauritzen som Medvirkende
- Axel Mattsson som Medvirkende
- Aage Schmidt som Medvirkende